# پفافشونده
پفافشونده (به آلمانی: Pfaffschwende) یک شهر در آلمان است که در آیشسفلد واقع شده‌است. پفافشونده ۳۶۴ نفر جمعیت دارد.